# Conotyla celeno
Conotyla celeno är en mångfotingart som beskrevs av Shear 1971. Conotyla celeno ingår i släktet Conotyla och familjen Conotylidae. Inga underarter finns listade i Catalogue of Life.